# Сульфат цинка
Сульфа́т ци́нка, сернокислый цинк, ZnSO4 — цинковая соль серной кислоты, в виде порошка, состоящего из прозрачных, бесцветных кристаллов без запаха, но с резким и вяжущим вкусом.

## Свойства

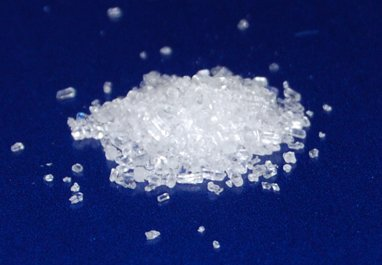
Цинковый купорос

Бесцветные кристаллы, плотность 3,8 г/см³. Растворимость в воде (%): 29,4 (0 °C), 37,7 (99 °C). Из растворов при температуре ниже 38,8 °C кристаллизуется ZnSO4·7H2O (цинковый купорос), в пределах от 38,8 °C до 70 °C — ZnSO4·6H2O, выше 70 °C образуется моногидрат ZnSO4·H2O. Последний обезвоживается при 238 °C. Сульфат цинка в интервале 600—900 °C разлагается на ZnO и SO3. Слабые растворы сульфата цинка мутнеют при гидролизе вследствие выделения осадка 3Zn(OH)2·ZnSO4·4H2O. Кристаллы вещества слабо растворяются в глицерине, не растворяются в этаноле. Частицы вещества нестабильны и подвержены выветриванию под воздействием атмосферного воздуха. 

## Получение
Цинковый купорос получают выпариванием и кристаллизацией из растворов (попутно с производством цинка). Zn+H2SO4=ZnSO4+H2
↑

## Применение
Применяется в производстве вискозы, минеральных красок, глазурей, в металлургии (флотореагент), в медицине и в сельском хозяйстве, а также в аккумуляторах и химических источниках энергии. Может использоваться в качестве сырья для химической отрасли, а также востребован сульфат цинка в фармакологическом производстве, где он используется для приготовления различных лекарственных средств. 

## Сульфат цинка – таблетки
Данный препарат обладает противомикробным, противогрибковым и противопаразитарным свойствами. Антисептик. Ускоряет процессы заживления ран и трофических язв. Сульфат цинка назначают как вспомогательное средство при излечении заболеваний, вызванных грибковыми, микробными и паразитарными инфекциями: хламидиоза, гонореи, трихомониаза, кантариаза, миаза, чесотки, лямблиоза, сифилиса, туберкулёза. Эффективен при микозах и кандидозах.
Кроме того, его назначают для восполнения недостатка цинка в организме и излечения угревой сыпи.

## Сульфат цинка — капли глазные
Этот препарат применяется как противомикробное, противогрибковое, противопаразитарное средство для излечения заболеваний глаза, таких как: инфекционный конъюнктивит, блефарит и кератит. Используется в качестве ранозаживляющего и профилактического средства при незначительных травмах глазного яблока.

## Сульфат цинка — удобрение
Цинк сернокислый — это удобрение с высокими показателями эффективности и широчайшей областью применения в аграрном секторе. Применяется в качестве источника таких химических элементов, как сера и цинк, необходимых для повышения урожайности сельскохозяйственных культур, а также для укрепления иммунитета у растений, повышения их устойчивости при негативном климатическом воздействии. Применяются при обработке семенного материала с целью предотвращения его порчи, появления плесени на нём и прочих нежелательных образований.
Применяется это удобрение для обработки всего спектра аграрных культур (овощные, корнеплодные, плодовые деревья, кустовые ягодные, декоративные растения). Эффективно на всех разновидностях почв сельскохозяйственного назначения, в особенности на почвах с нейтральными свойствами, а также на слабощелочных и карбонатных грунтах.
Практикуется вне корневое внесение водных растворов сульфата цинка, а также обработка им семян растений в комплексе подготовительных мер перед посадкой.

## Сульфат цинка — добавка к кормам для животных
Данный химикат также может служить источником цинка для животноводческой отрасли, применяемым в качестве добавки к рациону сельскохозяйственных животных. Цинк в рационе у скота необходим для нормализации всех метаболических явлений, происходящих в их организмах, для стимуляции аппетита, приведения в норму иммунной системы.
Недостаток данного химического элемента в организме животного может приводить к заболеваниям паракератозом, гипогонадизмом, носовым кровотечениям и прочим негативным явлениям, таким как, ухудшение мехового покрова и снижение общей продуктивности у особей.
Применение сульфата цинка позволяет избежать всех перечисленных негативных явлений. Существенное улучшение наблюдается уже в течение суток после начала приёма животными пищи с этой добавкой. Применяют добавку при выращивании крупного рогатого скота, лошадей, свиней, птицы и прочих пород.

## Токсичность
Сульфат цинка относится к числу токсичных для человеческого организма элементов. Опасность представляют: пыль от частиц вещества, аэрозольные элементы, способные проникать в человеческий организм через дыхательные органы, существует возможность случайного проглатывания больших количеств цинкового купороса, а также вследствие непосредственного соприкосновения его продукты могут накапливаться в тканях организма.
Кроме того, непосредственный контакт с кожными покровами может приводить к появлению язвенных образований на них. Длительное вдыхание пыли и аэрозольных элементов приводит к раздражению слизистых оболочек, следствием чего может оказаться эрозия слизистой или её атрофия.
ПДК в воде — 1 мг/дм³ (с обязательным контролем катионов цинка); лимитирующий показатель вредности — общесанитарный.
Обязательным условием промышленного использования данного химиката является оборудование производственных помещений эффективными вентиляционными устройствами и использование персоналом индивидуальных средств защиты кожных покровов и органов дыхания.
Применение сульфата цинка во время беременности было отнесено к категории рисков С по шкале FDA. Безопасность использования препарата во время беременности не была установлена. Риск нанесения вреда плоду при использовании препарата во время беременности вероятен. Потребление 11 мг цинка в день (от 19 до 50 лет) и 12 мг в день (от 14 до 18 лет) рекомендуется во время беременности. Прием дополнительных доз сульфата цинка во время беременности следует только в случае четко установленной необходимости.